# 資訊融入教學
資訊科技融入教學是運用學習科技（Learning Technology）的發展，在建構主義的學習理論架構下，來啟發與輔導學生的學習方式。整合資訊科技於各學科教學之中，將是未來提供各學校改善教學模式的主要政策之一。
資訊科技融入教學就是教師運用資訊科技之技術於教學活動上，以培養學生終身學習的習慣和態度。資訊科技的技術就是運用資訊設備、多媒體、網路媒介、電話、電傳視訊、電視…等，進行收集、儲存及傳輸文字、圖像、影音等資訊科技之技術。教學活動包含課堂教學上和課後活動；教學方式更具互動性、可重製性、可計算性以及工具化的應用。培養學生終身學習的習慣和態度，就是培養學生「運用科技與資訊」的能力和「主動探索與研究」的精神，讓學生能「獨立思考與解決問題」，並完成「生涯規劃與終身學習」。
資訊科技融入教學不只是教師會使用電腦而已，且能夠使用電腦來有效地達成教學目標。將資訊科技中可供教與學所用的各項優勢資源與媒體，平順的、適切的置入各科教與學過程的各個環節中。

## 名詞解釋
資訊科技融入教學（Information Technology Integrated into Instruction）這一名詞雖然已經出現十餘年，到現在國內外許多的文獻和專家學者常使用不同的名詞來定義。
國外的專家學者常用「運用資訊科技教與學」（Using Information Technology in Teaching and Learning）、「電腦整合教學」（Computer Integrated Instruction）、或「科技整合」（Technology Integration）來強調資訊科技運用在教學的重要性（Dias，1999年、Sprague and Dede，1999年、Ertmer，Addison，Lane，Ross and Woods，1999年）。
回顧國內與資訊科技融入教學相關的文獻，主要以「資訊科技融入教學」、「資訊融入教學」、與「電腦融入教學」為最常被提及與應用的名詞界定，雖然「資訊科技」、「資訊」、「科技」、與「電腦」所涵蓋的內涵與意義有所不同，電腦只是資訊科技其中一項產品，主要均為強調以資訊融入各學習領域的教學新型態。

## 適用融入時機
張國恩認為下列五項特殊教材是實施資訊融入教學的好時機：
1. 將抽象化的教材轉成視覺化的教材
2. 需要培育從事實務演練的經驗
3. 學校無法提供問題解決的環境
4. 學校所欠缺老師的一些學科
5. 引導學生學習動機

其中「九年一貫課程」提到教學與資訊科技的結合時機包括：課程、教材、教法、甚至於評量，都可利用資訊科技融入教學。其應用的範圍有教學大綱提示、班級及學生資料管理、虛擬教室、補充教材、學生自學教材、線上測驗與評量、學生作業、競賽活動、師生互動、以及親師溝通（江羽慈，2003年）。